# Kaija und Heikki Sirén

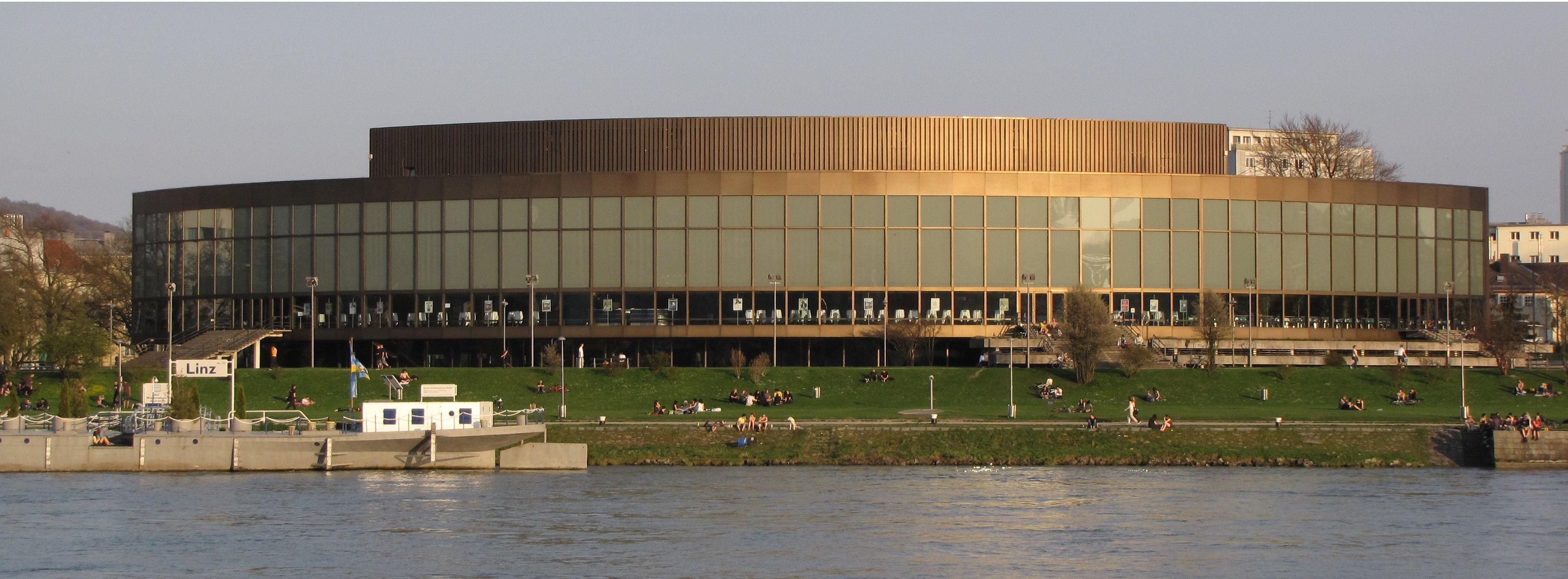
Brucknerhaus, Donaulände (Linz)

Kaija und Heikki Sirén war ein finnisches Architektenpaar, bestehend aus Kaija Sirén (* 23. Oktober 1920; † 15. Januar 2001) und Heikki Sirén (* 5. Oktober 1918; † 25. Februar 2013).

## Leben und Wirken
Heikki Sirén arbeitete nach seinem Architekturstudium bei seinem Vater Johan Sigfrid Sirén. 1944 heiratete er Katri (Kaija) Tuominen, und 1948 gründeten beide ein gemeinsames Architekturbüro. Ihre Entwürfe waren anfangs von Alvar Aalto und Ludwig Mies van der Rohe bestimmt. Sie verbanden finnische Bautradition vorzugsweise aus Holz mit einfacher und eleganter Konstruktion; auch skandinavischer Rationalismus genannt.

## Auszeichnungen
- an Heikki Sirén: 1979 Camillo-Sitte-Preis für Städtebau

## Realisationen
- 1950–1973: Studentendorf, Otaniemi, Technische Universität Helsinki
- 1954–1957: Studenten-Kapelle, Otaniemi, Technische Universität Helsinki[2]
- 1954: Reihenhausanlage Kontiontie, Tapiola
- 1954: Konzertgebäude Lahti
- 1958–1961: Kaarikirkko-Gewölbekirche, Orivesi[3]
- 1960–1968: Bürogebäude Ymprätalo, Helsinki
- 1960: Sauna Maria, Schärengebiet bei Iniö
- 1962: Finnisches Nationaltheater, 1902 nach Plänen von Onni Tarjanne, Renovierung[4]

- 1965: Amtsgebäude Einwohnermeldeamt, Kallio, Helsinki
- 1966–1969: Ferieninsel Lingonsö, Schärengebiet bei Barüsund
- 1969: Pavillon, frei offen im Garten, Villa Siren, Lingonsö
- 1969–1973: (Entwurf 1962), Brucknerhaus, Konzerthaus, Linz, Österreich
- 1970–1971: Finnische Arbeitersparbank, Bankhaus, Kotha
- 1972–1974: Utsjoki Restaurant, Kurhizawa, Japan
- 1974: Verwaltungsgebäude, Rank Xerox

## Publikationen
- Kaija und Heikki Sirén: Kaija + Heikki Sirén: architects – Architekten – architectes. Einleitung: Jürgen Joedicke, Graphik: Erik Bruun, Zusammenstellung: Sara Popovits (Tochter von Kaija und Heikki Sirén). Krämer, Stuttgart 1977, ISBN 951-1-04156-8.